# PRESENT (Mrs. GREEN APPLEの曲)
「PRESENT」（プレゼント）は、日本のロックバンド・Mrs. GREEN APPLEの楽曲である。英語バージョンと日本語バージョンの2種類が制作されており、2020年4月10日に英語バージョンが配信限定シングルとして、5月8日に日本語バージョンがベストアルバムから先行配信された。

## 背景・リリース
2020年4月6日にユニバーサルミュージックのTwitter上で、「Keep Calm, Stay home. A music from somewhere in Japan」というメッセージと共に、ワンコーラスのリリックビデオが公開された。この時点で歌唱アーティストは明かされていなかった。4月10日に2020年第1弾シングルとして『PRESENT (English ver.)』がリリースされた。
英語詞はレコーディング当日あたりに作られ、大森元貴は「僕1人じゃ作れないので、翻訳の人に手伝ってもらって“こういういニュアンスで作りたいんだ”って話を進めていったんだけど、そのニュアンスに結構こだわっちゃったから、ずっと二転三転ありながら当日になって決まって、そこからぶっつけ本番みたいな感じだった」と語っている。山中綾華は、「最初に聴いたときは、エレクトロなサウンド感というか、EDM感のある曲なんだけど変拍子というのがすごく新鮮で驚いた」と語っている。若井滉斗は「元貴とのギターフレーズとの兼ね合いがすごく面白い曲」とし、「パズルみたいにギターフレーズが連なっていて、2つが鳴った瞬間1つのフレーズになるみたいな…っていう作り方を一緒にしていったのを覚えている」と語っている。
同年5月8日にバンド初となるベスト・アルバム『5』より本作の日本語版「PRESENT (Japanese ver.)」が先行配信された。山中は「（英語の歌詞と日本語の歌詞との）表現の違いがまた楽しめるのも面白いなって思います」とコメントしている。

## ミュージック・ビデオ
ミュージック・ビデオも英語バージョンと日本語バージョンの2種類が制作されており、英語バージョンは4月10日に、日本語バージョンは5月8日に公開された。撮影は2月に行われた。
ミュージック・ビデオには、若井が車を運転するシーンが含まれており、「MVで運転するのは初めてで…しかも4人を乗せて運転するのが、いろいろな意味でドキドキした」と語っている。

## チャート成績
| チャート (2020年)                     | 最高位 |
| ------------------------------------- | ------ |
| 日本 (Billboard Japan Download Songs) | 18     |
| 日本 (Billboard Japan Hot 100)        | 51     |

| チャート (2020年)                     | 最高位 |
| ------------------------------------- | ------ |
| 日本 (Billboard Japan Download Songs) | 37     |
| 日本 (Billboard Japan Hot 100)        | 87     |